# Клайв (Альберта)
Клайв (англ. Clive) — село в Канаді, у провінції Альберта, у складі муніципального району Лакомб.

## Населення
За даними перепису 2016 року, село нараховувало 715 осіб, показавши зростання на 5,9%, порівняно з 2011-м роком. Середня густина населення становила 328,8 осіб/км².
З офіційних мов обидвома одночасно володіли 15 жителів, тільки англійською — 700. Усього 15 осіб вважали рідною мовою не одну з офіційних.
Працездатне населення становило 405 осіб (68,1% усього населення), рівень безробіття — 14,8% (16,7% серед чоловіків та 14,7% серед жінок). 85,2% осіб були найманими працівниками, а 11,1% — самозайнятими.
Середній дохід на особу становив $52 066 (медіана $37 616), при цьому для чоловіків — $73 441, а для жінок $27 974 (медіани — $59 904 та $25 408 відповідно).
33,6% мешканців мали закінчену шкільну освіту, не мали закінченої шкільної освіти — 29,4%, 37% мали післяшкільну освіту, з яких 4,5% мали диплом бакалавра, або вищий.
| Статево-вікова структура населення | Статево-вікова структура населення | Статево-вікова структура населення | Статево-вікова структура населення | Статево-вікова структура населення |
| ---------------------------------- | ---------------------------------- | ---------------------------------- | ---------------------------------- | ---------------------------------- |
|                                    |                                    |                                    |                                    |                                    |
| Всього                             | Всього                             | 50,7%49,3%                         |                                    |                                    |
| 0 — 14 років                       | 0 — 14 років                       |                                    | 18,8%                              | 18,8%                              |
| 15 — 64 років                      | 15 — 64 років                      |                                    | 70,8%                              | 70,8%                              |
| 65 і більше                        | 65 і більше                        |                                    | 10,4%                              | 10,4%                              |
| Середній вік (років)               | Середній вік (років)               | 37,137,4                           | 37,2                               | 37,2                               |
| Медіана (років)                    | Медіана (років)                    | 37,436,5                           | 37,0                               | 37,0                               |
| — чоловіки — жінки                 |                                    |                                    |                                    |                                    |

| Походження мешканців:     | Походження мешканців:     | Походження мешканців: | Походження мешканців: | Походження мешканців: |
| ------------------------- | ------------------------- | --------------------- | --------------------- | --------------------- |
| Походження                |                           |                       | осіб                  | %                     |
| Корінні американці        | Корінні американці        |                       | 55                    | 7.69%                 |
| Інше північноамериканське | Інше північноамериканське |                       | 230                   | 32.17%                |
| Європейське               | Європейське               |                       | 600                   | 83.92%                |
| британське                | британське                |                       | 390                   | 54.55%                |
| французьке                | французьке                |                       | 70                    | 9.79%                 |
| українське                | українське                |                       | 25                    | 3.5%                  |

| Зайнятість населення за галузями (за класифікацією NOC): | Зайнятість населення за галузями (за класифікацією NOC): | Зайнятість населення за галузями (за класифікацією NOC): | Зайнятість населення за галузями (за класифікацією NOC): | Зайнятість населення за галузями (за класифікацією NOC): |
| -------------------------------------------------------- | -------------------------------------------------------- | -------------------------------------------------------- | -------------------------------------------------------- | -------------------------------------------------------- |
|                                                          |                                                          |                                                          |                                                          |                                                          |
| Управління                                               | Управління                                               |                                                          | 6,4%                                                     | 6,4%                                                     |
| Бізнес, фінанси та адміністрування                       | Бізнес, фінанси та адміністрування                       |                                                          | 15,4%                                                    | 15,4%                                                    |
| Природничі та прикладні науки                            | Природничі та прикладні науки                            |                                                          | 3,8%                                                     | 3,8%                                                     |
| Охорона здоров'я                                         | Охорона здоров'я                                         |                                                          | 2,6%                                                     | 2,6%                                                     |
| Освіта, правозахист, муніципальні та урядові служби      | Освіта, правозахист, муніципальні та урядові служби      |                                                          | 2,6%                                                     | 2,6%                                                     |
| Мистецтво, культура, відпочинок та спорт                 | Мистецтво, культура, відпочинок та спорт                 |                                                          | 2,6%                                                     | 2,6%                                                     |
| Роздрібна торгівля та послуги                            | Роздрібна торгівля та послуги                            |                                                          | 16,7%                                                    | 16,7%                                                    |
| Гуртова торгівля, транспорт та обладнання                | Гуртова торгівля, транспорт та обладнання                |                                                          | 38,5%                                                    | 38,5%                                                    |
| Природні ресурси, сільське господарство                  | Природні ресурси, сільське господарство                  |                                                          | 6,4%                                                     | 6,4%                                                     |
| Виробництво                                              | Виробництво                                              |                                                          | 6,4%                                                     | 6,4%                                                     |

## Клімат
Середня річна температура становить 2,8°C, середня максимальна – 21,2°C, а середня мінімальна – -18,9°C. Середня річна кількість опадів – 485 мм.
| Клімат поселення                              | Клімат поселення | Клімат поселення | Клімат поселення | Клімат поселення | Клімат поселення | Клімат поселення | Клімат поселення | Клімат поселення | Клімат поселення | Клімат поселення | Клімат поселення | Клімат поселення | Клімат поселення |
| Показник                                      | Січ.             | Лют.             | Бер.             | Квіт.            | Трав.            | Черв.            | Лип.             | Серп.            | Вер.             | Жовт.            | Лист.            | Груд.            |                  |
| Середній максимум, °C                         | −5,9             | −2,77            | 2,33             | 10,51            | 16,54            | 20,42            | 21,19            | 20,65            | 15,61            | 10,24            | 1,04             | −5               |                  |
| Середня температура, °C                       | −12,4            | −9,3             | −4,18            | 3,98             | 10,03            | 13,90            | 15,81            | 15,26            | 10,24            | 4,86             | −4,34            | −10,38           |                  |
| Середній мінімум, °C                          | −18,91           | −15,79           | −10,7            | −2,53            | 3,51             | 7,38             | 10,42            | 9,86             | 4,85             | −0,54            | −9,74            | −15,77           |                  |
| Норма опадів, мм                              | 21               | 16               | 22               | 26               | 51               | 82               | 96               | 65               | 48               | 24               | 18               | 16               |                  |
| Середньомісячна швидкість вітру, м/с          | 3.43             | 3.41             | 3.60             | 3.90             | 3.91             | 3.60             | 3.20             | 3.04             | 3.33             | 3.60             | 3.62             | 3.56             |                  |
| Середньомісячна сонячна радіація, кДж/м²·день | 3701             | 7300             | 12327            | 17301            | 20658            | 21941            | 22550            | 19027            | 13076            | 7864             | 4034             | 2838             |                  |
| --------------------------------------------- | ---------------- | ---------------- | ---------------- | ---------------- | ---------------- | ---------------- | ---------------- | ---------------- | ---------------- | ---------------- | ---------------- | ---------------- | ---------------- |
| Джерело:                                      |                  |                  |                  |                  |                  |                  |                  |                  |                  |                  |                  |                  |                  |